# کارکس ایلوتا
کارکس ایلوتا (نام علمی: Carex illota) نام یک گونه از سرده جگن است.